# نصب بيروت التذكاري

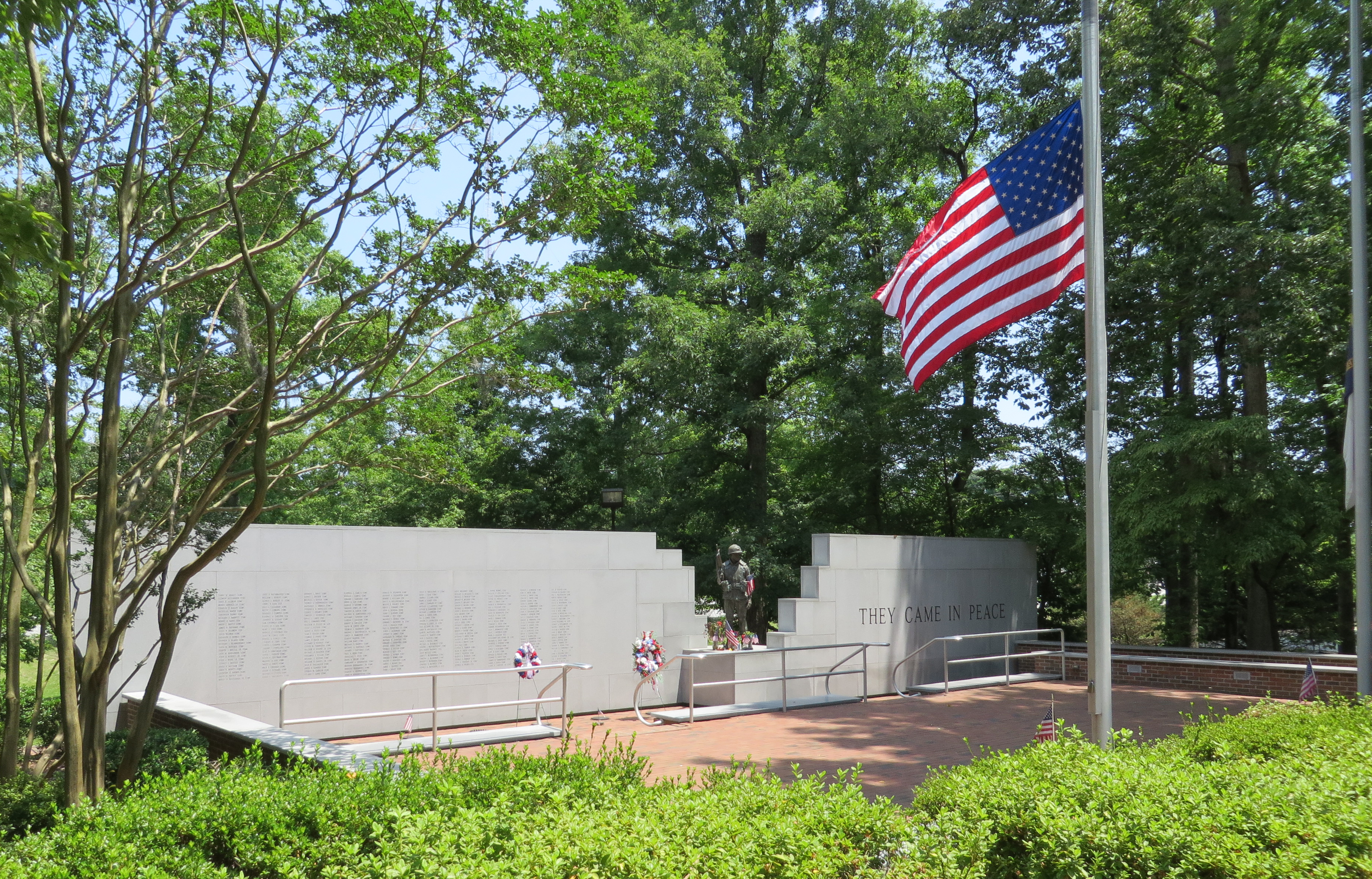
نصب بيروت التذكاري.

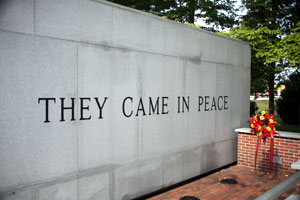
نصب بيروت التذكاري، مشاة البحرية، قاعدة معسكر ليجون.

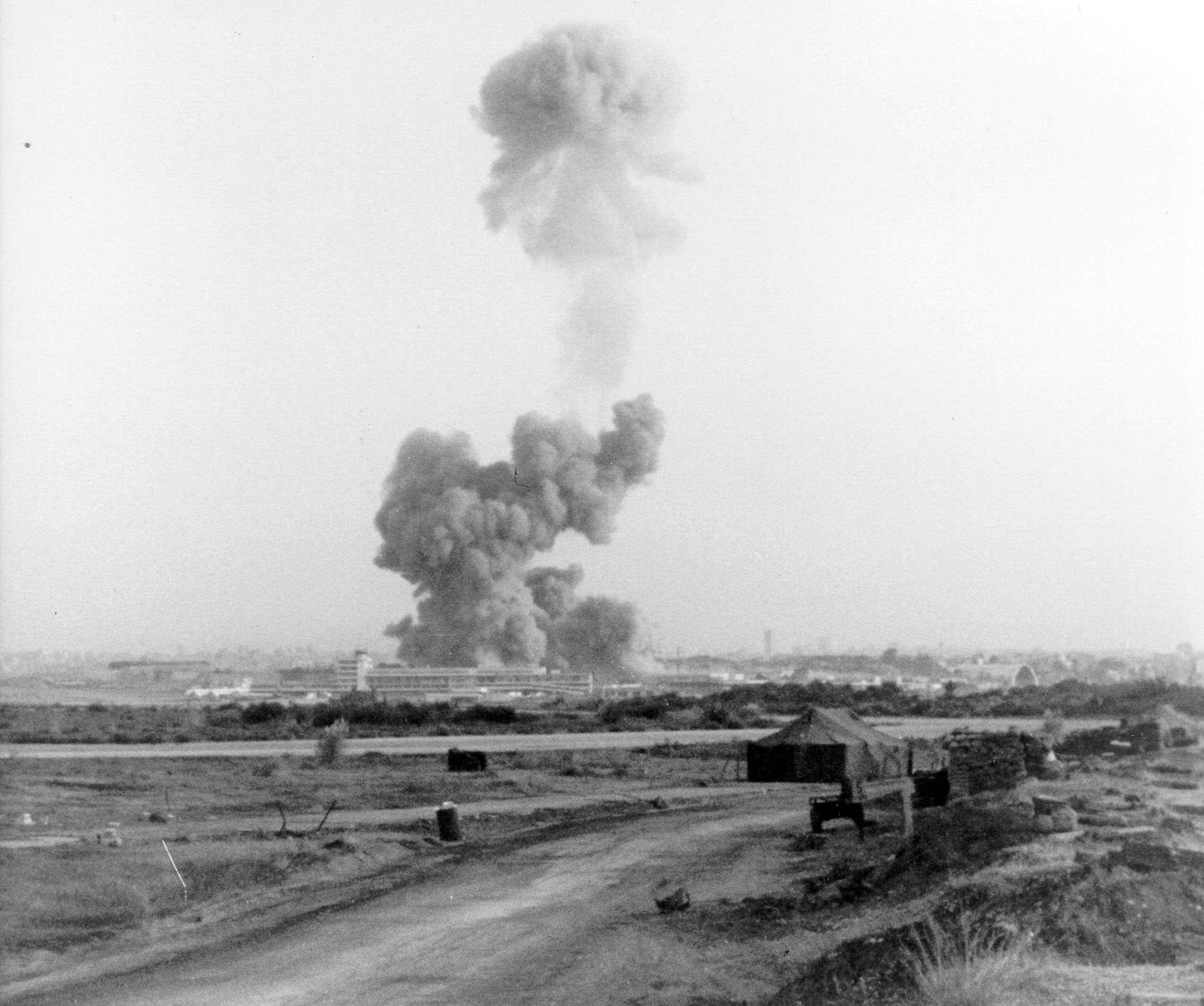
ترتفع سحابة الدخان من أنقاض الثكنة المفخخة.

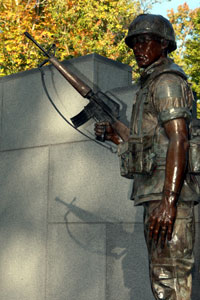
تمثال في نصب بيروت التذكاري.

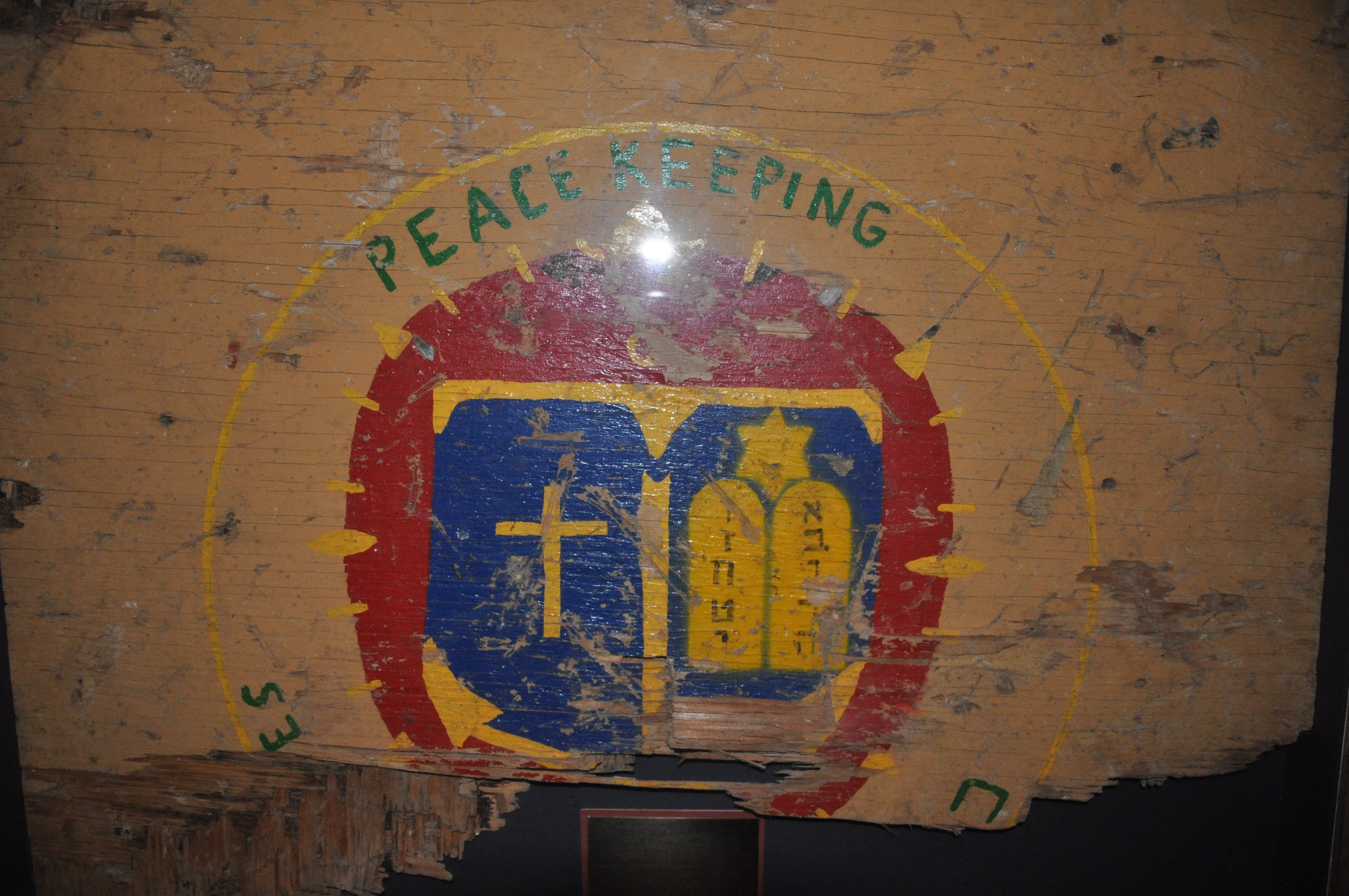
علامة مدمرة جزئيا من كنيسة ثكنة بيروت تم عرضها في مركز القوات المسلحة للولايات المتحدة في ذكرى ضحايا الهجوم.

نصب بيروت التذكاري هو نصب تذكاري ل 241 من جنود حفظ السلام الأمريكيين - 220 من مشاة البحرية و18 بحارا وثلاثة جنود قتلوا في تفجيرات بيروت في 23 أكتوبر 1983 في بيروت بلبنان. النصب التذكاري يقع خارج بوابة معسكر جيلبرت ه. جونسون في معسكر الأقمار الصناعية للقوات البحرية بقاعدة معسكر ليجون في جاكسونفيل بولاية كارولينا الشمالية. يقام احتفال سنوي في الموقع لضحايا الهجوم الانتحاري الذي قتلهم.

## تفجيرات ثكنة بيروت
تصف صفحة الويب الرسمية لقاعدة مشاة البحرية معسكر ليجون خلفية الهجوم الذي نصب عليه النصب التذكاري على النحو التالي:
في وقت لاحق ستحمل التحقيقات اللوم على الهجوم على حزب الله مع عماد مغنية الذي توفي في وقت لاحق في انفجار سيارة مفخخة في سوريا باعتباره «العقل المدبر» وراء الهجوم. في قضية قضائية تتعلق بالناجين وأفراد أسر ضحايا التفجير في 30 مايو 2003 حكم قاضي المحكمة المحلية الأميركية رويس سي لامبرت بأنه «وجد لصالح الناجين وأفراد الأسرة بأن إيران المسؤولة عن الهجوم وتخلص المحكمة إلى أن حزب الله وعملاءه تلقوا دعما ماليا وتقنيا هائلا من الحكومة الإيرانية».
كتب الرائد روبرت ت. جوردان وهو أحد ضباط البحرية الذين حضروا أثناء الهجوم أن «الرجال الذين خدموا 24 ساعة خلال الأشهر الأخيرة القاتمة من عام 1983 أخذوا مكانهم إلى جانب رجال البحرية الذين كانوا قد تعرضوا في سمر وجزيرة ويك وخزان تشوسين وخي سانه وقد أصبح» هجوم بيروت«حيث أصبح الهجوم الإرهابي الذي وقع في 23 أكتوبر 1983 معروفا جزءا من مشهد سلاح البحرية التاريخي غير أن هذا الحدث سيساعد على تذكير الأجيال المقبلة من المخططين العسكريين وصناع السياسة السياسية للنظر حتى لا يمكن تصورها عند تصور الالتزامات المستقبلية».

## تاريخ النصب التذكاري
قبل الهجوم الذي وقع في أكتوبر 1983 أنشأت لجنة مدينة جاكسونفيل للتجميل والمظهر برنامجا لزراعة الأشجار في المدينة بوصفها «نصب تذكاري حي» لمواطنيها. بعد تفجير ثكنات بيروت مباشرة اجتمعت اللجنة للنظر في سبل تذكير حفظة السلام الذين ماتوا في الهجوم وطلبوا في نهاية المطاف الإذن بزراعة أشجار إضافية في شارع ليجون بوليفارد وهو الشارع الذي يربط المدينة بقاعدة مشاة البحرية. انتشرت الأخبار حول هذه الخطة وجذبت التبرعات على المستوى الوطني وهي استجابة نظرت فيها اللجنة بأنها «ولادة نصب بيروت التذكاري».
في وقت لاحق ومع استمرار تقديم المساهمات قدم معسكر قاعدة مشاة البحرية ليجون «اللجنة 4.5 هكتار من الأراضي المرئية والمتاحة للجمهور في زاوية شارع ليجيون بوليفارد وطريق مونتفورد لاندينغ» مما مكن اللجنة من بدء العمل في نصب تذكاري بالإضافة إلى الأشجار.

## تصميم النصب التذكاري
بمجرد أن قدمت كامب ليجون أرضا لإقامة نصب تذكاري أطلقت اللجنة مسابقة لإنشاء تصميم ودعوة طلاب الدراسات العليا في كلية التصميم بجامعة ولاية كارولينا الشمالية لتقديم أفكار. تم اختيار تصميمين من الطلاب على أساس الخصائص الإيجابية لخططهم وتعاونا فيما بعد على التصميم النهائي وتفاصيل البناء. تم تصور التمثال المقترح على قاعدة التمثال في الأصل ليكون جنديا يجلس يركب رأسه الحزن بين «ركام» الجدران المكسورة. في ذلك الوقت لم يصور تمثال تذكاري بحري شخصية جندي يجلس. تم تخصيص النصب التذكاري رسميا في 23 أكتوبر 1986. تم إضافة التمثال بعد التفاني مع تعبير تصميم تمشيا مع معايير مشاة البحرية.
شمل التصميم تمثيلا للجدارين المكسورين - تذكرنا بالجدران «المنهارة» للمبنى الذي هدمته شاحنة التفجير - مع قاعدة بينهما لدعم التمثال. تم إنشاء تمثال برونزي مدرج في النصب التذكاري في وقت لاحق من قبل آبي غودوين وهي نفس الفنانة التي أنشأت نصب تذكاري في ولاية كارولينا الشمالية في رالي بولاية كارولينا الشمالية وخصص في 22 أكتوبر 1988. تم إنشاء نسخة طبق الأصل بالحجم الكامل للمقر الرئيسي الاحتياطي للأسطول الوطني في الإسكندرية في ولاية فرجينيا وتم إنشاء نسخ طبق الأصل مصغرة لمؤسسة المنح لفيلق البحرية للمساعدة في تقديم المنح الدراسية للمعالين العسكريين.
طلبت عائلات ضحايا بيروت لاحقا إضافة قصيدة «الجدار الآخر» التي كتبها روبرت أ. غانون إلى النصب التذكاري كما أقيم احتفال خاص للتفاني في عام 1991 للاعتراف بإضافة القصيدة بكلماتها البرونزية المدلى بها كجزء من النصب التذكاري.
يحمل النصب التذكاري «الذي جاء في سلام» مع 273 أسماء أولئك الذين لقوا حتفهم في الهجوم وأسماء أولئك الذين توفوا في وقت لاحق نتيجة الإصابات التي لحقت بهم في الانفجار فضلا عن أسماء ثلاثة من الطيارين من مشاة البحرية من جاكسونفيل بولاية كارولينا الشمالية الذين قتلوا في عملية الإنقاذ عام 1983 في جزيرة غرينادا. تم اختيار عبارة «جاءوا في سلام» لأنهم استخدموا من قبل الناجين من الهجوم على نصب تذكاري مؤقت أقيم بعد جهود الإنقاذ في بيروت: نصب تذكاري يتكون من نقالة وإكليل من الزهور وعلامة مع كلمات «24 ساعة: لقد جاءوا في سلام».

## مراسم النصب التذكاري
تقام الاحتفالات السنوية في نصب بيروت التذكاري في تاريخ الهجوم أو بالقرب منه. في الاحتفال بالذكرى السنوية الخامسة والعشرين في 23 أكتوبر 2011 خصصت لوحة النجمة الذهبية تكريما للأمهات اللواتي فقدن طفل يخدم في الجيش كإضافة إلى النصب التذكاري.
هناك احتفالات إضافية تقام أحيانا لتذكر ضحايا تفجيرات ثكنة بيروت في نصب تذكارية أخرى مثل حفل وضع إكليل الزهور الذي أقيم في نصب مشاة البحرية في الحديقة التذكارية للمحاربين القدامى في فلوريدا بمناسبة الذكرى العشرين للهجوم واحتفال بيروت السنوي في يوم الذكرى الذي عقد منذ عام 2008 في نصب فيتنام التذكاري في فينيكس في ولاية أريزونا.

## نصب تذكارية أخرى
هناك غرفة بيروت التذكارية في منظمات الخدمة المتحدة في جاكسونفيل بولاية كارولينا الشمالية تضم جدار مع أسماء جميع الذين لقوا حتفهم في الهجوم جنبا إلى جنب مع عبارة «لقد جاءوا في سلام». موقع تدريب فيلق تشابلان للجيش الأمريكي والبحرية والقوات الجوية في فورت جاكسون في كولومبيا في ولاية كارولينا الجنوبية يتضمن علامة مدمرة جزئيا من كنيسة ثكنة بيروت كنصب تذكاري لأولئك الذين لقوا مصرعهم في الهجوم. بحسب القس أرنولد ريسنكوف أحد قساوسة البحرية الموجودين أثناء الهجوم: «وسط الأنقاض وجدنا لوح الخشب الرقائقي الذي قدمناه ل» مصلى حفظ السلام«. تم ختم قسمة الشبح باليد مع عبارة» حفظ السلام«فوقها و» كنيسة«تحتها والآن» حفظ السلام«كان مقروءا ولكن الجزء السفلي من اللوحة تدمر مع عدد قليل فقط من الحرق والشطب للقطعة من الخشب المتبقية. فكرة السلام - أعلاه واقع الحرب - أدناه».
أقيمت نصب تذكارية أخرى لضحايا تفجيرات ثكنة بيروت في الولايات المتحدة بما في ذلك تلك التي وقعت في في فيلادلفيا في ولاية بنسيلفانيا وفلوريدا. بالإضافة إلى ذلك تم زرع أرز لبناني في مقبرة أرلينغتون الوطنية بالقرب من قبور بعض ضحايا الهجوم في ذكراهم. هناك لوحة في الأرض أمام الشجرة مكرسة في حفل بمناسبة الذكرى السنوية الأولى للهجوم تنص على ما يلي: «دع السلام يتجذر: ينمو أرز شجرة لبنان في الذاكرة الحية للأمريكيين الذين قتلوا في هجوم بيروت الإرهابي، جميع ضحايا الإرهاب في جميع أنحاء العالم». كشف المتحف الوطني لفيلق المارينز في كوانتيكو في ولاية فيرجينيا عن معرض في عام 2008 في ذكرى الهجوم وضحاياه.
يقع نصب تذكاري للهجوم خارج الولايات المتحدة حيث قامت جيلا جيرزون مديرة حيفا بإسرائيل بتنسيق مع منظمات الخدمة المتحدة إنشاء حديقة تذكارية تضمنت 241 شجرة زيتون واحدة لكل من العسكريين الأمريكيين الذين لقوا مصرعهم في الهجوم. الأشجار تؤدي إلى جسر فوق جبل الكرمل يتجه نحو بيروت.

## طابع بريد النصب التذكاري
هناك جهد مستمر لإقناع دائرة البريد الأمريكية واللجنة الاستشارية للمواطنين لطباعة طابع بريد في ذكرى ضحايا الهجوم ولكن لم تتم الموافقة على التوصية حتى الآن. في هذه الأثناء أنشأ قدامى المحاربين في بيروت «بريد بيسي» تم إنتاجه تجاريا لتمثال بيروت التذكاري وتم اعتماده لاستخدامه كخدمة بريدية من قبل الخدمة البريدية في الولايات المتحدة. بالإضافة إلى إنشائه في ذكرى الهجوم وضحاياه فإن بيع هذه الطوابع يستخدم أيضا كمؤسسة لجمع التبرعات لمؤسسة غولد ستار للأمهات التذكارية.